# 学科 (学校)
学科（がっか）とは、一般には学校において種々の学問分野ごとに組織される管理の単位。適切な規模と内容がなければならず、教員と学生・生徒が所属する。

## 日本における学科
学科は、法令に基づいて、大学（本項において短期大学を除く）、短期大学、高等専門学校、高等学校、中等教育学校、特別支援学校（聾学校・盲学校・養護学校）、専修学校に置かれる。法令に定めはないが、各種学校にも置かれることが多い。このうち、大学と各種学校以外は必ず学科を置かなければならない。
学科には、教育と研究の双方を行うものと、教育のみを行うものがある。大学、短期大学、高等専門学校の学科は、教育と研究の双方を行う組織（現在の大学では研究を行う組織は別組織でもかなわない）である。高等学校、中等教育学校、特別支援学校、専修学校の学科は、一般に教育のみを行う組織である。

### 各校種ごとの違い

#### 大学

##### 学部
大学では、学科は学部の下に通常設けられる専攻別に分けられた組織である。
なお、学部の教育上の目的を達成するため有益かつ適切であると認められる場合には、学科に代えて課程（課程制）を設けることもできる。課程は学生の履修上の区分に応じて設けられる組織である。これは学科と異なり、課程には学生のみが所属し、教員は所属しない場合が多い。国立大学教員養成系の教育学部などでは課程が設けられていることが多い。
国立大学の学科などには教員組織として講座や学科目などがおかれることもあるが、学科が存在しない組織にしているときは、学部に置かれていることが多い。
東京大学では学部入学者はまずは全員が6つの科類に分かれて教養学部に所属するシステムである。東京工業大学も従来は工学部に科類を設けて募集していたが、改組して「学院」制にし、系（学部）とコース（大学院）としている。
広島大学工学部のほか、筑波大学、福島大学、桜美林大学、金沢大学、大阪府立大学などの「学群・学域」制を採っている大学においては、その下に学類を設けている。
関西学院大学神学部のように、学科に相当するものを全く設けていない学部も稀に存在する。
学部を単一の学科で構成し、その学科内に区分した課程を改めて設けていることもある。また、学科や課程内にさらに細分化されたコース・専攻・専修を設けていることもある。日本の国立大学では1993年ごろから理学部や工学部、農学部などで、従来の学科を改組する傾向がみられた。そして2010年代後半からは技術革新が多分野にわたり進む事から、関連分野を複合的に捉える人材育成を目的に、学科を1学科制にし、従来の学科をコースに改組する大学や工業高等専門学校が、多くみられる。1つの学科で学生を募集し、2年次ないし3年次の進級時に設けたコースへ振り分ける。これについては1学科制にした熊本大学の理学部では学科単位の同窓会も改組する事に加え、熊本県内の高等学校にアンケートを実施している。

##### 大学院
大学院では、学部に相当する組織としての研究科、その下に学科に相当する組織として専攻が設けられている。

#### 短期大学
短期大学には学部は存在せず、学校組織の下に直接に学科がおかれる。短期大学の学科には、教育上特に必要があるときは専攻課程を置くことができる。
組織階層としては大学の場合の「学部-学科」の関係が短期大学における「学科-専攻課程」と考えると解り易い。
なお、学科卒業後の延長教育組織である「専攻科」は、ここで述べた専攻課程とは別のものである。

#### 高等専門学校
高等専門学校には学部は存在せず、学校組織の下に直接に学科が置かれる。高等専門学校の学科には、通例、同一の学年の学生をもって1学級あたり40人を標準とする学級を編制するものとされている。

#### 専修学校
専修学校は、高等課程（高等学校相当、中学校卒業者等対象。高等専修学校）、専門課程（短期大学相当、高等学校・専修学校高等課程卒業者等対象。専門学校）、一般課程（入学資格不定）にそれぞれ区分され、その中に、専修学校の目的に応じた分野の区分ごとに教育上の基本となる組織を置くことになっている。この組織には1つまたは複数の学科がおかれ、それらの学科は、専修学校の教育を行うため適当な規模及び内容があると認められるものでなければならない。
各課程におかれる教育上の基本となる組織には、夜間その他特別な時間において授業を行う学科（夜間学科など）を置くこともできる。

#### 高等学校・中等教育学校
高等学校、中等教育学校の後期課程は、全日制課程、定時制課程、通信制課程に区分され、その下に学科が置かれる。学科の種類は、普通教育を主とする学科（普通科）、専門教育を主とする学科（専門学科）、普通教育及び専門教育を選択履修を旨として総合的に施す学科（総合学科）の3種類とされ、普通科の設置が多い。専門学科の類型は、高等学校設置基準（平成16年文部科学省令第20号）で定められている。また、学科の下にさらに細分化されたコースを設けていることもある（「大学進学コース」など）。

#### 特別支援学校
特別支援学校には幼稚部、小学部、中学部、高等部がおかれ、そのうち高等部には学科が置かれる。学科の種類は、普通教育を主とする学科（普通科）、専門教育を主とする学科（専門学科）の2種類とされている。ただし、高等学校や中等教育学校の後期課程とは異なり、総合学科は規定されていない。専門教育を主とする学科には、盲学校、聾学校及び養護学校の高等部の学科を定める省令（昭和41年文部省令第2号）で類型が定められている。

#### 各種学校
各種学校の学科の設置は、法令上は規定されていないが置かれることが多い。

## アメリカ合衆国における学科
アメリカ合衆国における大学の学科制度も専攻学生を対象となる学問に関心を集中させる役割を持っている。学科の構造は特に伝統的な大学では長い年月をかけて堅固に確立されたものである。
社会的には専門的知識を有するスペシャリストとともに多方面の知識を有するゼネラリストも必要とされており、後者のニーズに対しては広範な知的関心の習得の観点から学科制度の改革が試みられている。カリフォルニア大学などでは従来の学科の統合と広範な部門や学際的な科目の新設などが行われている。
しかし、1960年代から1980年代の高等教育課程では、教養科目の必修科目が大きく減少するとともに、学際的・横断的な教育や研究の導入も多くは失敗し、学科内に新たな専攻が生まれるという現象がみられた。バートランド・ラッセルはこの現象を「猛烈な専門分化」と呼んでいる。